# Railway Technical Research Institute
Il Railway Technical Research Institute (鉄道総合技術研究所?, Tetsudō Sōgō Gijutsu Kenkyūsho), spesso abbreviato in RTRI (鉄道総研?, Tetsudō Sōken) è un centro di ricerca tecnologica specializzato nella ricerca e nello sviluppo di nuove tecnologie da applicare nel settore dei trasporti ferroviari.

## Storia
Il RTRI è stato istituito nel 1986, quando si decise la privatizzazione della Japanese National Railways e la sua separazione in sette compagnie diverse. RTRI conduce ricerche ed esegue studi su tutto ciò che è collegato al mondo dei treni e dei trasporti ferroviari. L'istituto di ricerca è finanziato dal governo e dalle sette compagnie gemelle del JR Group che beneficiano delle innovazioni da esso apportate.
Le ricerche si muovono in due direzioni complementari: in alcuni laboratori si cerca di realizzare tecnologie completamente nuove da sviluppare e rendere disponibili per il trasporto di massa, in altri laboratori si sviluppano le tecnologie già esistenti per cercare di renderle più sicure, economiche, confortevoli ed ecologiche possibili.
Il RTRI è da sempre all'avanguardia nel mondo della tecnologia ferroviaria, è stato uno dei principali centri sulla ricerca per la sicurezza delle linee ferroviarie dai terremoti e migliorare l'aderenza. Attualmente i principali progetti in cantiere sono un treno alimentato ad Idrogeno (chiamato Hydrail) e lo studio della tecnologia del treno a levitazione magnetica; attualmente il RTRI ha già prodotto alcuni modelli di JR-Maglev che hanno dato risultati estremamente soddisfacenti.